# Кампосампјеро
Кампосампјеро је насеље у Италији у округу Падова, региону Венето.
Према процени из 2011. у насељу је живело 8722 становника. Насеље се налази на надморској висини од 23 м.

## Становништво
| 1951. | 1961. | 1971. | 1981. | 1991. | 2001.  | 2011.  |
| ----- | ----- | ----- | ----- | ----- | ------ | ------ |
| 6.617 | 6.526 | 7.607 | 8.352 | 9.399 | 10.680 | 12.019 |